# Parafia Wszystkich Świętych w Nowym Browińcu
Parafia Wszystkich Świętych w Nowym Browińcu – parafia rzymskokatolicka, znajdująca się w diecezji opolskiej, w dekanacie Głogówek.